# Tabla (Niger)
Tabla (auch: Tabala, Tabula) ist ein Dorf in der Landgemeinde Tagazar in Niger.

## Geographie
Das von einem traditionellen Ortsvorsteher (chef traditionnel) geleitete Dorf befindet sich rund sieben Kilometer südöstlich von Balleyara, dem Hauptort der Landgemeinde Tagazar, die zum Departement Balleyara in der Region Tillabéri gehört. Größere Dörfer in der Umgebung von Tabla sind das etwa 15 Kilometer entfernte Damana im Norden, das etwa 17 Kilometer entfernte Sandiré im Südwesten und das etwa 22 Kilometer entfernte Sargadji im Südosten.
Tabla ist Teil der Übergangszone zwischen Sahel und Sudan. Die durchschnittliche jährliche Niederschlagsmenge beträgt hier zwischen 400 und 500 mm. In der Nähe der Siedlung liegt ein kleiner See, die Mare de Tabla.

## Geschichte

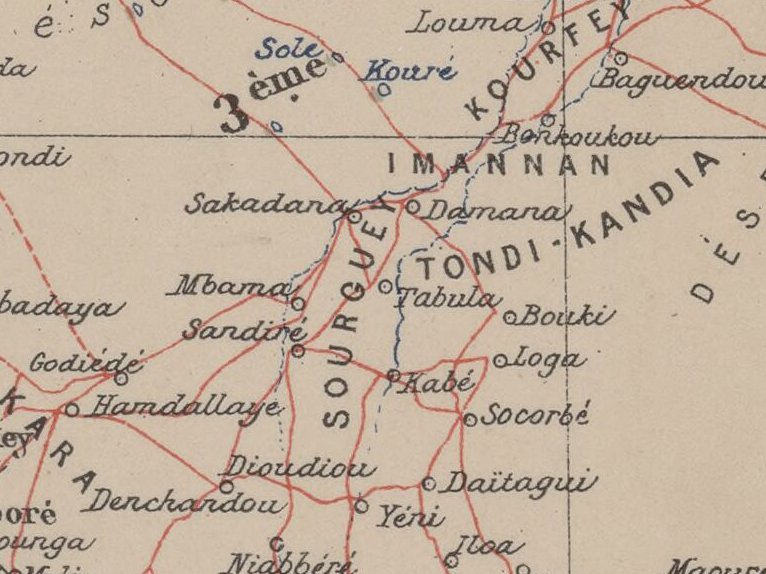
Ausschnitt einer Karte von 1903 mit Tabla (Tabula) im Zentrum

Tabla wurde Anfang des 19. Jahrhunderts als eine der ersten dauerhaften Tuareg-Siedlungen im Gebiet von Tagazar gegründet. Der Ortsgründer Alis Tabla (oder Hatta Alissen Tabla) war ein verehrter Marabout, der aus Mekka gekommen sein soll. Seine Nachfolger als Herrscher waren Harhmet, Abderraman, Dargou, Amma, Atta und – im Jahr 1901 – Mizza. Noch in vorkolonialer Zeit wurde im Dorf ein Markt eingerichtet. Unter französischer Kolonialherrschaft wurde Tabla 1922 anstelle von Sandiré zum Hauptort von Tagazar bestimmt. Dieses Status verlor es in den 1970er Jahren an Balleyara. Es galt weiterhin als Sitz des traditionellen Lokalherrschers von Tagazar. Dieser Herrscher, der den Titel Amirou trug, lebte allerdings meistens in der Hauptstadt Niamey und ließ sich durch eine Abordnung vor Ort vertreten.
Bei einer Untersuchung im Februar 1982 wurden beim Befall mit der Saugwürmer-Art Schistosoma haematobium unter den 5- bis 19-Jährigen eine Prävalenz von 11,8 Prozent und bei der gesamten Dorfbevölkerung eine Prävalenz von 7,5 Prozent festgestellt. Bei einem nach der Ernährungskrise von 2005 von der dänischen Sektion von CARE International von 2006 bis 2009 durchgeführten Projekt zur Vorbeugung und Bewältigung von Ernährungskrisen wurde in Tabla wie in 50 weiteren Orten in Niger ein gemeinschaftliches Frühwarn- und Notfallsystem aufgebaut. Schwer bewaffnete Terroristen, die mutmaßlich dem Islamischen Staat angehörten, griffen am 22. Mai 2024 während der Abhaltung des Wochenmarkts zwei Geldtransferagenturen und den Gendarmerieposten in Tabla an. Dabei wurden zwei Gendarmen, ein Zivilist und drei Terroristen getötet. Am selben Tag kam es auch im Dorf Bossou Bangou zu einem Terrorangriff mit Todesopfern.

## Bevölkerung
Bei der Volkszählung 2012 hatte Tabla 2126 Einwohner, die in 307 Haushalten lebten. Bei der Volkszählung 2001 betrug die Einwohnerzahl 1889 in 221 Haushalten und bei der Volkszählung 1988 belief sich die Einwohnerzahl auf 2402 in 315 Haushalten.

## Wirtschaft und Infrastruktur
Mit einem Centre de Santé Intégré (CSI) ist ein Gesundheitszentrum im Dorf vorhanden. Eine Getreidebank wurde in den 1980er Jahren etabliert. In Tabla wird Saatgut für Augenbohnen und Hirse produziert. Es werden Rinder für die Milchproduktion gehalten.
Durch Tabla verläuft die 131,1 Kilometer lange Nationalstraße 23 zwischen der Nationalstraße 25 und der Stadt Dogondoutchi. Im Ort zweigt die 79,5 Kilometer lange Landstraße RR3-007 ab, die zur Stadt Birni N’Gaouré führt.